# Pardosa maimaneha
Pardosa maimaneha là một loài nhện trong họ Lycosidae.
Loài này thuộc chi Pardosa. Pardosa maimaneha được Carl Friedrich Roewer miêu tả năm 1960.